# Cantón de Buxy
El cantón de Buxy era una división administrativa francesa, que estaba situada en el departamento de Saona y Loira y la región de Borgoña.

## Composición
El cantón estaba formado por veintisiete comunas:
- Bissey-sous-Cruchaud
- Bissy-sur-Fley
- Buxy
- Cersot
- Chenôves
- Culles-les-Roches
- Fley
- Germagny
- Jully-lès-Buxy
- Marcilly-lès-Buxy
- Messey-sur-Grosne
- Montagny-lès-Buxy
- Moroges
- Saint-Boil
- Sainte-Hélène
- Saint-Germain-lès-Buxy
- Saint-Martin-d'Auxy
- Saint-Martin-du-Tartre
- Saint-Maurice-des-Champs
- Saint-Privé
- Saint-Vallerin
- Santilly
- Sassangy
- Saules
- Savianges
- Sercy
- Villeneuve-en-Montagne

## Supresión del cantón de Buxy
En aplicación del Decreto n.º 2014-182 de 18 de febrero de 2014, el cantón de Buxy fue suprimido el 22 de marzo de 2015 y sus 27 comunas pasaron a formar parte del nuevo cantón de Givry.